# Nausithoe eumedusoides
Nausithoe eumedusoides är en manetart som först beskrevs av Werner 1974.  Nausithoe eumedusoides ingår i släktet Nausithoe och familjen Nausithoidae. Inga underarter finns listade i Catalogue of Life.